# Das Leben nach dem Tod in Denver
Das Leben nach dem Tod in Denver ist ein US-amerikanischer Spielfilm des Regisseurs Gary Fleder aus dem Jahr 1995.
Der Film kann mit einer Starbesetzung aufwarten, war jedoch kein kommerzieller Erfolg.

## Handlung
Der elegante Jimmy, genannt The Saint hat sich eigentlich schon aus der Unterwelt zurückgezogen. Er hat ein Unternehmen namens „Afterlife Advice“ aufgezogen, wo Sterbenskranke auf Videos Nachrichten für enge Angehörige und Nachkommen hinterlassen können. Das Geschäft läuft schleppend, aber Jimmy steht beim querschnittsgelähmten Gangsterboss, dem Mann mit dem Plan, in der Kreide. Von diesem wird er daher gezwungen, ein letztes Mal aktiv zu werden. Der Boss hat einen an Paraphilie leidenden Jungen, der die Trennung von seiner langjährigen Freundin Meg nicht verkraftet hat und ihr noch nachtrauert. Jimmy soll Bruce, dem neuen Freund von Meg, Angst einjagen, damit dieser sich von ihr trennt.
Jimmy heuert dazu seine ehemalige Gang an, darunter auch den psychopathischen und impulsiven „Critical Bill“, der sich zusammen mit Pieces (welcher an Lepra leidet) als Polizisten verkleidet, um Bruce, der in einem Van mit Meg unterwegs ist, anzuhalten und abseits des Vans zu verprügeln. Weil Bruce das Spiel durchschaut und sich nicht aus dem Auto locken lässt, sondern die beiden verhöhnt, verliert Critical Bill die Selbstbeherrschung und tötet entgegen Jimmys Anweisungen Bruce. Daraufhin wacht die hinten im Auto schlafende Meg auf und wird von Pieces getötet. Der ganze Plan ist damit katastrophal fehlgeschlagen.
Der Mann mit dem Plan stellt Jimmy vor eine Entscheidung: Jimmy hat 48 Stunden, um sich in Luft aufzulösen. Der Rest der Gang wird beseitigt, wobei der Killer namens „Mister Shhh“ mit Schüssen in den Anus seiner Opfer möglichst grausam vorgehen soll. Jimmy denkt jedoch nicht daran, seine Freunde und seine neue Liebe Dagney im Stich zu lassen. Der vom Mann mit dem Plan angeheuerte Profikiller tötet nacheinander alle bis auf Jimmy, wird von seinem letzten Opfer Critical Bill jedoch selbst tödlich verwundet.
Bevor Jimmy sich dem nächsten Killerkommando stellt, erfüllt er den Wunsch einer Bekannten, ihr ein Kind zu zeugen, und tötet danach den Sohn seines Ex-Chefs Mann mit dem Plan, wodurch er dessen einzigen Nachkommen mit in den Tod nimmt. Ein Erzähler, der Mann im Diner, berichtet abschließend, dass der Mann mit dem Plan danach nie wieder eine Straftat beging.

## Rezeption
Things to do in Denver when you’re dead lief in den USA lediglich in 36 Lichtspielhäusern. Die Einspielergebnis beliefen sich hier auf 529.766 US-Dollar. 
Der renommierte Filmkritiker Roger Ebert schrieb, man könne den Film mögen, wenn man kein Meisterwerk erwarte und die Dialoge in Tarantino-Filmen möge („(…)a movie you might enjoy if (a) you don’t expect a masterpiece, and (b) you like the dialogue in Quentin Tarantino movies“).

## Veröffentlichungen
Es gibt wenigstens zwei deutschsprachige DVD-Veröffentlichungen. Die letzte aus dem Jahr 2005. Auch auf DVD-Beilegern zu Zeitschriften findet sich der Film.

## Bemerkungen
- Der englische Filmtitel geht auf einen Song des US-amerikanischen Liedermachers Warren Zevon aus dem Jahr 1991 zurück.